# Александар Косорич
Александар Косорич (босн. Aleksandar Kosorić, нар. 30 січня 1987, Пале, СФРЮ) — боснійський футболіст, захисник сараєвського «Желєзнічара» (С).

## Клубна кар'єра
З 2004 по 2008 рік грав за «Славію» з Сараєво.
У 2009 році перебрався в сербську лігу після запрошення з «Партизана». Косорич отримував мало шансів проявити себе і, тому перейшов в інший белградський клуб «Рад». Під час зимової перерви в сезоні 2011/12 років був проданий у клуб «Раднички 1923». Через рік він покинув Сербію і відправився в іракський клуб «Ербіль». Через деякий час повернувся до Сербії й другу половину сезону 2013/14 років відіграв у клубі «Раднички» (Ниш)
Влітку 2014 року перейшов у ФК «Желєзнічар» й відіграв у сараєвському клубі два з половиною сезони, виступаючи в Прем'єр-лізі. Під час виступів у «Желєзнічарі» був капітаном команди й отримав виклик до національної збірної. У грудні 2016 року залишив сараєвський клуб. У 2016 році виступав за «Радник» (Бієліна). З 2017 по 2018 рік виступав за юрмальський «Спартакс», з яким виграв Вищу лігу Латвії 2017 року. 10 листопада 2018 року залишив «Спартакс».
3 січня 2019 року підписав контракт з клубом мальтійської Прем'єр-ліги «Бальцан». У складі нового клубу виграв свій перший трофей 18 травня 2019 року, після перемоги у фіналі кубку Мальти 2018/19 проти «Валетти». У січні 2020 року вирішив розірвати контракт та залишити клуб.
30 січня 2020 року повернувся в «Желєзнічар», з яким підписав контракт на два з половиною роки. 17 жовтня 2020 року, в переможному поєдинку чемпіонату проти «Олімпіка», за який провів 100-й матч за «Желєзнічар». 

## Кар'єра в збірній
Косорич дебютував за національну команду в 2016 році в фінальному матчі Кубку Кірін проти Японії, вийшовши на заміну на 90-ій хвилині.

## Досягнення

### Клубні
«Славія» (Сараєво)
- Кубок Боснії і Герцеговини
  -  Фіналіст (1): 2009

«Партизан»
- Суперліга Сербії
  -  Чемпіон (2): 2008/09, 2009/10

- Кубок Сербії
  -  Володар (1): 2009

«Спартакс»
- Чемпіон Латвії
  -  Чемпіон (1): 2017

«Бальцан»
- Кубок Мальти
  -  Володар (1): 2019

### У збірній
Боснія і Герцеговина
- Кубок Кірін
  -  Володар (1): 2016[8]